# Gouden tunnel
De Gouden tunnel was een fiets- en voetgangerstunnel in Groningen. De tunnel sloot in 2018.
De tunnel dankte zijn naam aan de goudkleurige muurbedekking. Ook had de tunnel puntige en scheve muren en plafonds. De bouw vond plaats in 2009 en kostte 1 miljoen euro. Het interieur van de tunnel was ontworpen door de Duitse architect Thomas Müller. De onderdoorgang vormde de verbinding tussen de wijken Oosterpoort en De Linie en doorkruiste een verhoogd deel van snelweg A7, onderdeel van de zuidelijke Ring Groningen.
Op 26 maart 2018 sloot de tunnel als onderdeel van het bouwproject Aanpak Ring Zuid. Vanaf 2024 gaat de A7 op deze locatie ondergronds. De oude verhoogde A7 wordt daarna verwijderd, wat de tunnel overbodig maakt. De tunnel moest al eerder sluiten vanwege de bouwput voor deze ondergrondse autoweg aan de zuidkant van de tunnel. De gehele sloop van de onderdoorgang zal pas plaatsvinden na de opening van de ondergrondse snelweg. Die opening staat gepland in 2024.